# Giyo Saito
Giyo Saito né le 14 septembre 1903 dans la préfecture d'Osaka et mort le 5 septembre 1944 à Manille, est un nageur et entraîneur japonais. Il termine 6e du 100 mètres dos masculin aux Jeux olympiques d'été de 1924. ll réalise ensuite une carrière d'entraîneur de natation, d'abord au Brésil puis au Japon pour qui il encadre l'équipe olympique de natation lors des Jeux de Berlin de 1936.

## Biographie
Giyo Saito montre des qualités de nageur dès ses études au lycée à Kishiwada et à l'Université Rikkyō. Il établit plusieurs records nationaux en dos et nage libre et remporte le 100 yards dos lors des Jeux de l'Extrême-Orient 1923. Il est sélectionné pour les Jeux olympiques d'été de 1924.
Il participe au 100 mètres dos des Jeux de Paris en 1924. Avec un temps de 1 min 20 s 20, il termine deuxième de sa série et se qualifie pour les demi-finales,,. En demi-finale, il améliore son temps en 1 min 19 s 80 et a longtemps été au coude à coude avec le Hongrois Károly Bartha mais a lâché prise dans les derniers mètres,,. Il n'accroche pas la qualification pour la finale, mais comme il réalise le 6e temps des demi-finales, le jury lui accorde la place symbolique de 6e de la finale (sans la nager).
En septembre 1925, il établit le record japonais du 50 yards nage libre.
À l'issue de ses études en 1927, il devient devient journaliste au Mainichi shinbun tout en étant entraîneur de natation dont pour son ancienne université.
Le Brésil désire au début des années 1930 devenir une nation de natation. La fédération brésilienne se tourne vers le Japon, qui aligne alors les performances. L'Ambassade du Japon propose Giyo Saito comme entraîneur, pour un contrat d'un an fin 1934. Son journal le laisse partir, disposant ainsi d'un correspondant au Brésil. Installé à l'Académie navale brésilienne (pt) en baie de Rio de Janeiro, il forme une génération de nageurs brésiliens, avec le style japonais particulier de fort travail de jambes. Les progrès de l'équipe sont fulgurants. Les nageurs de l'Académie raflent quasiment tous les titres nationaux en 1935 et l'un des nageurs bat le record sud-américain du 200 mètres nage libre. Giyo Saito est encensé par la presse unanime qui considère qu'il a apporté la natation moderne dans le pays. Les succès de Manoel Villar (en) lui sont ainsi attribués.
Aussi, le Japon lui demande de rentrer au pays à la fin de son contrat pour prendre en charge l'équipe olympique de natation lors des Jeux de Berlin de 1936, avec d'excellents résultats. Il devient ensuite l'entraîneur de deux grands champions japonais Masanori Yusa et Tetsuo Hamuro qu'il accompagne lors de leur tournée américaine en 1940.
Durant la Seconde Guerre mondiale, il est envoyé en 1944 à Manille. Il meurt le 5 septembre d'un fièvre, probablement liée à une pneumonie contractée en nageant.